# Route 955 (Nouveau-Brunswick)
Pour les articles homonymes, voir Route 955.
La route 955 est une route locale du Nouveau-Brunswick, située dans le sud-est de la province, à l'est de Cap-Pelé. Elle traverse une région essentiellement agricole et aquatique, alors qu'elle suit la côte du Détroit de Northumberland sur la majorité de son tracé. De plus, elle mesure 27 kilomètres, et est pavée sur toute sa longueur.

## Tracé
La 955 débute à Mates Corner, sur la route 15, alors qu'elle n'est pas une autoroute à accès limité. Elle commence par traverser Chapmans Corner, puis elle se dirige vers le nord-est pendant 6 kilomètres kilomètres pour rejoindre Cadman Corner, et le détroit de Northumberland. Elle suit ensuite la côte pour le reste de son tracé, passant près du parc provincial Murrqy Beach, puis traversant Spence Settlement. Elle se termine à la sortie 47 de la route 16, alors qu'elle devient le pont de la Confédération.

## Intersections principales
| route 955            |                 |    |                                                                   |                                             |
| Comté                | Location        | km | Intersection/Destinations                                         | Notes                                       |
| Comté de Westmorland | Mates Corner    | 0  | R-15, Port Elgin, Cap-Pelé, Shédiac, Moncton                      | extrémité ouest de la 955                   |
| Comté de Westmorland | Chapmans Corner | 5  | Chemin Blacklock, Little Shemogue                                 |                                             |
| Comté de Westmorland | Murray Corner   | 16 | Chemin Murray sud, Murray Road, Little Shemogue                   |                                             |
| Comté de Westmorland | Bayfield        | 27 | R-16, Port Elgin, Île du Prince-Édouard, Pont de la Confédération | extrémité est de la 955; sortie 47 de la 16 |
| Bleu: échangeur      |                 |    |                                                                   |                                             |